# Синдром приобретённого иммунного дефицита
Синдро́м приобретённого имму́нного дефици́та (СПИД) — состояние, развивающееся в результате ВИЧ-инфекции и характеризующееся падением числа CD4+ лимфоцитов, множественными оппортунистическими инфекциями, неинфекционными и опухолевыми заболеваниями. СПИД является конечной стадией ВИЧ-инфекции.
СПИД был впервые описан Центрами по контролю и профилактике заболеваний США в 1981 году, а его возбудитель, вирус иммунодефицита человека (ВИЧ), был описан в начале 1980-х годов.
При использовании антиретровирусной терапии СПИД не развивается, а ВИЧ-положительный человек может достичь нулевой вирусной нагрузки, что делает его неспособным передать инфекцию другим даже при незащищённых половых актах.
День 1 декабря — Всемирный день борьбы со СПИДом, провозглашён ВОЗ в 1988 году.

## История
Согласно наиболее широко принятой теории естественного происхождения ВИЧ/СПИД, ВИЧ-1 группы М, ответственный за подавляющее большинство случаев СПИД во всём мире, является результатом эволюции вируса иммунодефицита обезьян, попавшего в организм человека в результате контакта с кровью шимпанзе между 1908 и 1933 г. (наиболее вероятная дата — 1921 г.) Другие группы ВИЧ-1 и ВИЧ-2 возникли в результате заражения людей ВИО от других видов приматов, вероятно, также в первой половине XX в. Наиболее ранняя из возможных дат — около 1890 г. (для ВИЧ-1 группы O), при этом отсутствуют какие-либо свидетельства о случаях заболеваний с симптомами, напоминающими СПИД, ранее этой даты, хотя в колониальную эпоху было описано множество других вирусных и паразитарных заболеваний, занесённых из Африки в другие части света. Это говорит о том, что до XX века ВИЧ-инфекция либо не существовала вообще, либо была большой редкостью, при этом причины распространения сразу нескольких типов ВИЧ в XX веке остаются предметом дискуссий.
Вероятнее всего, распространение ВИЧ-1 началось на юго-востоке Камеруна в небольшой группе людей (не более 100 человек), после чего инфекция попала в густонаселённые регионы по берегам реки Конго благодаря развитию речного и железнодорожного транспорта. Так, ещё в 1931 году д-р Леон Паль описал 26 случаев смертей строителей железной дороги Браззавиль — Пуэнт-Нуар от «глубокого истощения», необъяснимого с точки зрения медицины того времени и напоминающего СПИД по описанным симптомам, но этот диагноз не может быть подтверждён из-за отсутствия образцов для тестирования. Наиболее ранние достоверно ВИЧ-положительные образцы крови и лимфы были взяты в Бельгийском Конго около 1960 г.; по современным оценкам, к тому времени в Африке могло быть инфицировано до 2000 человек.
После провозглашения независимости Республики Конго в том же году из неё начали уезжать колониальные специалисты, на место которых пришлось приглашать специалистов из Гаити. По всей видимости, возвращающиеся на родину из Конго гаитяне и занесли ВИЧ-инфекцию в Северную Америку в середине 1960-х гг. (наиболее вероятная дата — 1966 г.) Кроме того, предполагается, что распространению ВИЧ в странах Карибского бассейна способствовали антисанитарные условия в центре донорской крови Hemo-Caribbean, действовавшем в Гаити в 1971-72. В 1960-70-х гг. Гаити было одним из главных направлений гей-туризма из США, благодаря чему ВИЧ-инфекция, вероятнее всего, была занесена в США в конце 1960-х гг.
- 1959 год — этим годом датируется образец плазмы крови ZR59, взятый у взрослого мужчины-банту из Леопольдвилля (Бельгийское Конго, где в 1959 году было взято 1860 образцов крови с целью исследования малярии и недостаточности Г6ФД[14]), в котором позднее было обнаружено наиболее раннее известное свидетельство заражения ВИЧ-1 (вариантом, предковым для групп B и D)[15].
- 1960 год — образец DRC60, полученный при биопсии лимфоузла взрослой женщины из Леопольдвилля, из которого позднее был выделен генотип вируса ВИЧ-1, близкий к предковому для группы А. Сравнение образцов ZR59 и DRC60 показывает, что ВИЧ-1 начал распространяться среди населения Африки в начале XX века и не позднее 1930-х гг.[16]
- 1966 год — третий достоверно ВИЧ-положительный образец из Демократической Республики Конго (DRC66), полученный при биопсии лимфоузла 38-летнего мужчины. В этом случае исследователям в 2019 г. удалось выделить практически полный генотип вируса, оказавшийся близким к ВИЧ-1 группы C (в двух предыдущих случаях сохранилось не более 1 % генотипа)[17].
- 1969 год — в США умирает 16-летний Роберт Рейфорд. При отсутствии точного диагноза причина смерти Рейфорд была расценена как непонятная «потеря жизнеспособности» организма. Лишь в 1987 году, через восемнадцать лет после смерти Рейфорда, молекулярные биологи университета Нового Орлеана исследовали образцы крови и тканей тела умершего и обнаружили присутствие в них «вируса, подобного ВИЧ-I»[18]. В 1988 году повторными исследованиями этих образцов было подтверждено, что Роберт Рейфорд является первой зарегистрированной жертвой ВИЧ/СПИДа в Северной Америке[19].
- 1976 год — в Норвегии умирает 29-летний Арвид Ноэ. Примерно через десять лет после его смерти доктор Стиг Софус Фрёланд из Национальной больницы Осло провёл анализ крови умершего, его жены и дочери, показавшие положительный результат на ВИЧ[20]. На основании исследований, проведённых после его смерти, предполагают, что Ноэ заразился ВИЧ в Камеруне в 1961 или 1962 году, где он был сексуально активен со многими африканскими женщинами, включая проституток[21].
- 1977 год — в Дании умирает Грете Раск, 47-летняя датская врач-хирург, работавшая в Республике Заир. В 1987 году при исследовании образцов её крови на ВИЧ был получен положительный результат[22].
- 1981 год — сообщение Центров по контролю и профилактике болезней, США (англ. Centers for Disease Control and Prevention, CDC) о 5 случаях пневмоцистной пневмонии[23] и 28 случаях саркомы Капоши. Все заболевшие — мужчины, практиковавшие секс с мужчинами. Первая научная статья, которая признала особенности оппортунистических (условно-патогенных) инфекций, иллюстрирующих СПИД, была опубликована в 1981 году[24]. Болезнь получила название гей-связанного иммунодефицита (англ. Gay-related immune deficiency)[25]. Также болезнь получила название «болезни четырёх Г» (англ. 4-H disease), так как была обнаружена у жителей или гостей Гаити, гомосексуалов, гемофилов и лиц, употреблявших героин (англ. Haiti, homosexual, hemophilia, heroin)[26]. После того как было показано, что СПИД не является заболеванием, эндемичным лишь для гомосексуалов[27], термин GRID был признан вводящим в заблуждение, и аббревиатура AIDS (СПИД) была введена в обращение на конференции в июле 1982 года[28]. В сентябре 1982 года CDC точно определили характеристики заболевания и начали употребление термина СПИД[27].
- 1983 год — вирус иммунодефицита человека независимо открыли в двух лабораториях: Институте Пастера во Франции под руководством Люка Монтанье и Национальном институте рака в США под руководством Роберта Галло. Результаты исследований, в которых из тканей пациентов с симптомами СПИДа впервые удалось выделить новый ретровирус, были опубликованы 20 мая 1983 года в журнале Science[29][30]. В этих же работах выделенный из больных СПИДом вирус был впервые успешно размножен в культивируемых Т-лимфоцитах. Французская группа исследователей показала, что серологически этот вирус отличается от HTLV-I, и назвала его LAV («вирус, ассоциированный с лимфаденопатией»)[31], а американская группа назвала его HTLV-III, ошибочно отнеся к группе HTLV-вирусов. Позднее этот вирус получил название HIV (в переводе с английского — ВИЧ, вирус иммунодефицита человека), а болезнь, им вызываемую, назвали синдромом приобретённого иммунодефицита (AIDS (англ.)). В 2008 году Люк Монтанье и Франсуаза Барр-Синусси были удостоены Нобелевской премии в области физиологии или медицины «за открытие вируса иммунодефицита человека»[32][31].
- 6 августа 1983 от СПИДа умирает американский певец Клаус Номи, который становится одной из первых знаменитостей, погибших от этой болезни.
- 1984 год — от СПИДа умирает французский философ и историк Мишель Фуко.
- 1985 год — изучены основные пути передачи ВИЧ, разработан первый тест на ВИЧ[33]:21.
- 1985 год — регистрация первого случая ВИЧ/СПИДа в СССР у иностранного гражданина.
- 1986 год — Джиа Каранджи стала первой американской знаменитостью из числа женщин, умерших от СПИДа.
- 1986 год — после осознания, что названия LAV и HTLV-III относятся к одному и тому же вирусу, принято новое название — «вирус иммунодефицита человека», ВИЧ (англ. Human immunodeficiency virus, HIV)[33]:21. Группой Монтанье описан ВИЧ-2, изучение генома показало, что ВИЧ-1 в эволюционном плане далеко отстаёт от ВИЧ-2.
- 1987 год — учреждена Глобальная программа ВОЗ по СПИДу[33]:22. Разработан зидовудин — первый препарат для лечения СПИДа[34]. Регистрация первого случая ВИЧ-инфекции у гражданина СССР.
- 1988 год — 1 декабря объявлен ООН Всемирным днём борьбы со СПИДом[33]:22.
- 1988 год — в СССР произошёл первый случай массового заражения людей вирусом иммунодефицита человека.
- 1990 год — в США разработан новый противовирусный препарат диданозин[англ.] (видекс)[33]:22.
- 1991 год — от СПИДа умирает вокалист легендарной рок-группы Queen Фредди Меркьюри.
- 1995 год — принятие Закона РФ от 30.03.95 г. № 38-ФЗ «О предупреждении распространения в РФ заболевания, вызываемого вирусом иммунодефицита человека (ВИЧ-инфекции)»[33]:22. Начало применения препаратов высокоактивной антиретровирусной терапии, позволяющих большинству больных ВИЧ/СПИДом продлевать жизнь.
- 1996 год — создание Объединённой программы ООН по СПИД[33]:23. В Ванкувере на XI Конференции по СПИДу объявлено о создании нового поколения лекарственных средств — ингибиторов протеазы.
- 1998 год — на XII Международной конференции по СПИДу было признано, что миллионы людей умирают от ВИЧ-инфекции из-за дороговизны и недоступности лекарств[33]:23.
- 2000 год — от СПИДа умирает известная израильская певица, серебряная призёрка Евровидения-1983 Офра Хаза
- 2001 год — Генеральная Ассамблея ООН приняла резолюцию S-26/2 «Глобальный кризис — глобальные действия».
- 2003 год — пленарное заседание 58-й сессии Генеральной Ассамблеи ООН по проблематике ВИЧ/СПИДа.
- 2006 год — ежегодный доклад организации «Объединённая программа ООН по ВИЧ/СПИДу» (UNAIDS) — AIDS Epidemic Update 2006[35].
- 2007 год — опубликованы данные о том, что вирус распространился из Африки на Гаити и далее попал в США примерно в 1969 году[36].
- 2008 год — опубликованы данные о том, что вирус происходит из Конго (район Киншаса — Браззавиль) и попал в человеческую популяцию от обезьян в начале двадцатого века[16].

В 2020 году ЮНЭЙДС обратилась к людям, живущим с ВИЧ, быть предельно осторожными в условиях пандемии COVID-19, так как они относятся к уязвимым группам населения, поэтому они должны, по возможности, реже посещать медицинские учреждения, избегать контактов с окружающими людьми, и если есть такая возможность, то обязательно получить и запастись препаратами антиретровирусной терапии.

Саркома Капоши, расположенная в полости рта ВИЧ-инфицированного пациента и осложнённая кандидозом

## ВИЧ-инфекция
СПИД является терминальной стадией ВИЧ-инфекции, период от инфицирования вирусом иммунодефицита человека до развития СПИДа длится в среднем 9—11 лет. Большинство симптомов вызваны оппортунистическими инфекциями — бактериальными, вирусными, грибковыми или паразитическими инфекциями, которые не развиваются у лиц с полноценной иммунной системой и поражают практически все системы органов
ВИЧ-инфицированные имеют повышенный уровень онкологических заболеваний, например, саркомы Капоши, ракa шейки матки, а также лимфом. Кроме того, ВИЧ-инфицированные часто имеют системные симптомы инфекций, например, лихорадка, повышенное потоотделение по ночам, опухание лимфатических узлов, озноб, слабость и потеря веса. Разные оппортунистические инфекции развиваются у ВИЧ-инфицированных в зависимости от географического положения больного.

## Симптомы

### Лёгочные инфекции
Пневмоцистная пневмония (вызываемая Pneumocystis jirovecii) является относительно редким заболеванием у иммунокомпетентных лиц, но значительно распространена среди ВИЧ-инфицированных лиц. До разработки эффективных методов диагностики, лечения и профилактики ВИЧ-инфекции в западных странах пневмоцистная пневмония была одной из непосредственных причин смертей ВИЧ-инфицированных. В развивающихся странах пневмоцистная пневмония остаётся одним из первых признаков СПИДа у недиагностированных лиц, хотя, как правило, не развивается при числе CD4-лимфоцитов менее 200 в микролитре крови.
Среди других заболеваний, ассоциированных с ВИЧ-инфекцией, отдельно можно выделить туберкулёз, так как последний передаётся иммунокомпетентным лицам воздушно-капельным путём и трудно поддаётся лечению. Согласно ВОЗ, коинфекция туберкулёза и ВИЧ является одной из основных проблем мирового здравоохранения: в 2007 умерло более 456000 ВИЧ-положительных больных туберкулёзом, что составляет треть от общего числа смертей от туберкулёза и примерно четверть от двух миллионов смертей от ВИЧ-инфекции в этом году.
Заболеваемость туберкулёзом значительно снижена в странах Запада, однако в развивающихся странах эпидемиологическая ситуация и по ВИЧ-инфекции, и по туберкулёзу остаётся тяжёлой. На ранних стадиях ВИЧ-инфекции (число CD4-лимфоцитов превышает 300 клеток в 1 мкл), туберкулёз развивается как заболевание лёгких. На поздних стадиях ВИЧ-инфекции клиническое проявление туберкулёза часто атипичное, развивается внелёгочное системное заболевание. Симптомы, как правило, конституциональны и затрагивают костный мозг, кости, мочеполовую систему, желудочно-кишечный тракт, печень, периферические лимфатические узлы и центральную нервную систему.

### Желудочно-кишечные инфекции
Эзофагит — воспаление слизистой оболочки нижней части пищевода. У ВИЧ-инфицированных эзофагит, как правило, бывает грибковой (кандидоз) или вирусной (вирус простого герпеса первого типа, цитомегаловирус) этиологии, в редких случаях вызван микобактериями.
Хроническая диарея при ВИЧ-инфекции может быть вызвана бактериальными (роды Salmonella, Shigella, Listeria или Campylobacter Mycobacterium) и паразитарными инфекциями (криптоспоридиоз, микроспоридиоз), а также вирусами: (астровирус, аденовирус, ротавирус и цитомегаловирус; последний является причиной колитов).
В отдельных случаях диарея может являться побочным эффектом некоторых противовирусных препаратов, а также антибиотиков, которые используют при лечении бактериальных инфекций, вызывающих диарею, например Clostridium difficile. На поздних стадиях ВИЧ-инфекции диарея может снижать всасывание питательных веществ в кишечнике и является одной из причин слабости и упадка сил.

### Неврологические и психиатрические симптомы
ВИЧ-инфекция приводит к различным нейропсихиатрическим осложнениям, которые либо возникают в результате прямого поражения нервной системы ВИЧ, либо являются следствием оппортунистических инфекций.
Токсоплазмоз вызывается одноклеточным паразитом Toxoplasma gondii, который может инфицировать головной мозг и вызывать энцефалит, либо глаза и лёгкие.
Криптококковый менингит — вариант менингита (воспаления мозговых оболочек), вызываемый грибом Cryptococcus neoformans. Симптомами заражения являются лихорадка, головная боль, усталость, тошнота, рвота, припадки.
Прогрессивная мультифокальная лейкоэнцефалопатия — демиелинизирующее заболевание, при котором постепенно разрушается миелин, покрывающий аксоны нейронов, и нарушается проведение нервных импульсов. Причиной болезни является полиомавирус, которым в латентной форме заражены до 70 % человеческой популяции. В активной форме полиомавирус вызывает смерть в течение нескольких месяцев после появления симптомов.
У ВИЧ-инфицированных возможно развитие метаболической энцефалопатии, называемой комплексом слабоумия СПИДа (англ. AIDS dementia complex, ADC), которая развивается в заражённом мозге при участии макрофагов и микроглии. Эти клетки легко заражаются ВИЧ и вырабатывают нейротоксин.
Специфические неврологические отклонения проявляются в виде когнитивных, поведенческих, двигательных нарушений. Такие нарушения проявляются через несколько лет после инфицирования ВИЧ и связаны со снижением числа CD4+ Т-лимфоцитов и повышением числа вирусных частиц в плазме крови.
Нейрокогнитивные расстройства преобладают в западных странах (10—20 %) и незначительны, например, в Индии (1—2 %). Такие различия, возможно, вызваны другим серотипом ВИЧ, преобладающим в Индии. Маниакальный синдром, вызванный ВИЧ, чаще встречается у пациентов с развитой ВИЧ-инфекцией. Неврологические расстройства реже встречаются в случае терапии многими лекарствами.

### Опухоли

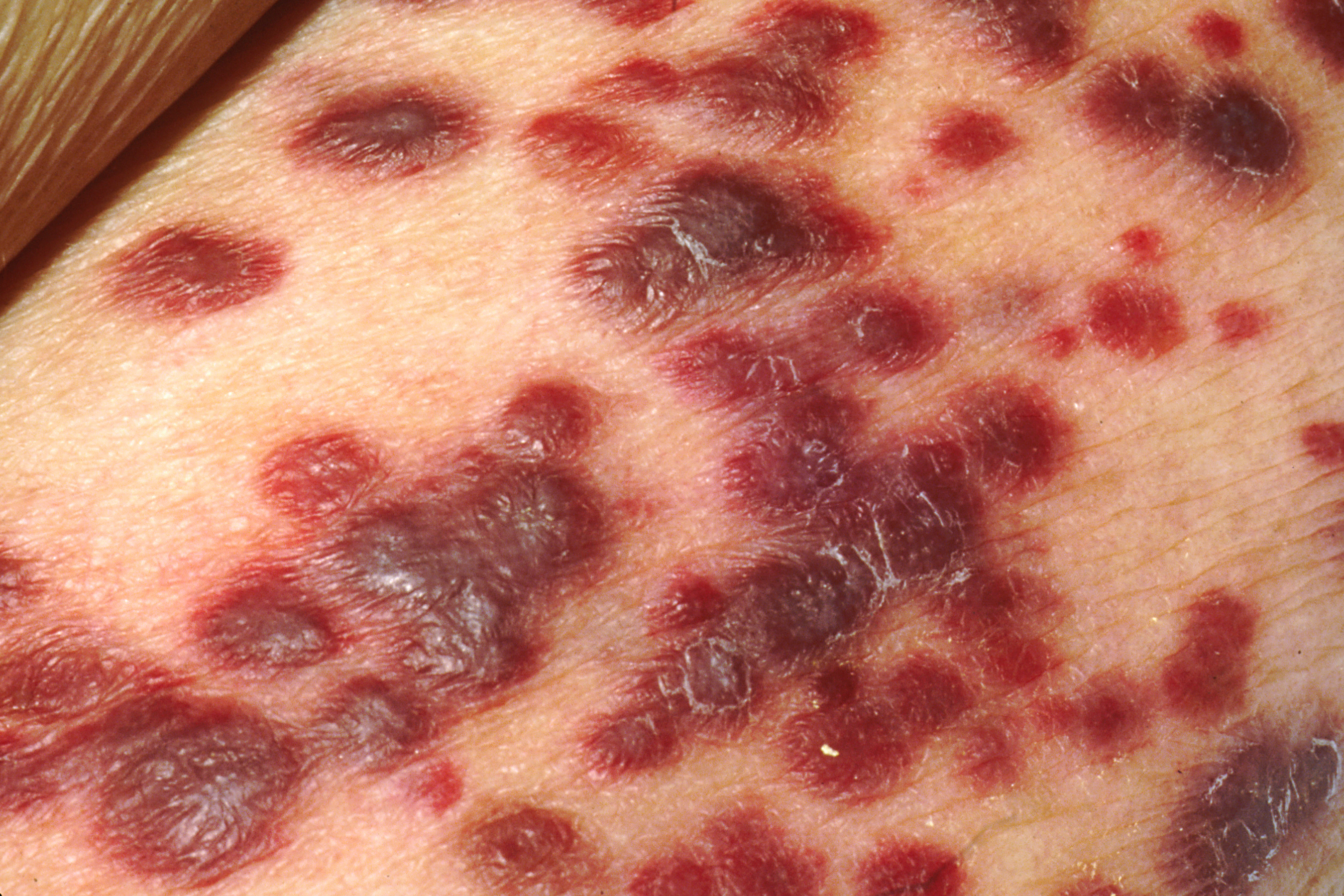
Саркома Капоши

ВИЧ-инфицированные пациенты часто имеют повышенные уровни возникновения раковых опухолей. Это в первую очередь связано с коинфекцией онкогенными ДНК-вирусами, особенно вирусом Эпштейна — Барр (англ. EBV), герпесвирусом, ассоциированным с саркомой Капоши (герпесвирус человека 8), и папилломавирусом человека (англ. HPV).
Саркома Капоши является самой распространённой опухолью, возникающей у ВИЧ-инфицированных пациентов. Появление таких опухолей среди молодых гомосексуалов в 1981 году стало одним из первых признаков эпидемии СПИДа. Саркома Капоши вызывается гаммагерпесвирусом, называемым вирусом герпеса, связанным с саркомой Капоши. Симптомом заболевания является появление пурпурных узелков на коже, либо в полости рта, на эпителии желудочно-кишечного тракта и в лёгких. В-клеточные лимфомы, например, лимфома Беркитта, диффузная крупноклеточная В-клеточная лимфома и первичная лимфома ЦНС, чаще встречаются у ВИЧ-инфицированных пациентов. Эти формы опухолей часто предвещают неблагоприятный прогноз течения заболевания. Вирус Эпштейн-Барр является одной из причин возникновения таких лимфом. У ВИЧ-инфицированных пациентов лимфомы часто возникают в необычных местах, например, в ЖКТ. В случае диагностики саркомы Капоши и агрессивной В-клеточной лимфомы у ВИЧ-инфицированного больного ставится диагноз СПИД. Инвазивный рак шейки матки, вызванный папилломавирусом человека, у ВИЧ-инфицированных женщин также указывает на развитие СПИДа.
У ВИЧ-инфицированных пациентов также часто возникают другие опухоли, например, болезнь Ходжкина (лимфогранулематоз), анальный рак и ректальная карцинома, гепатоклеточная карцинома, рак головы и шеи, рак лёгких. Перечисленные заболевания могут быть вызваны вирусами (вирус Эпштейна — Барр, папилломавирус человека, вирусный гепатит В и С), либо другими факторами, в том числе контактом с канцерогенами, например, с табачным дымом в случае рака лёгких.
Частота развития многих опухолей, например, рака груди или рака прямой кишки, не повышается у ВИЧ-инфицированных пациентов. В странах, где антиретровирусная терапия интенсивно используется для лечения ВИЧ-инфекции, число СПИД-связанных новообразований снижается, в то же время раковые опухоли являются основной причиной смерти ВИЧ-инфицированных пациентов. В последние годы растёт количество смертей от форм опухолей, не связанных со СПИДом.

### Другие инфекции
У пациентов с диагнозом СПИД часто развиваются оппортунистические инфекции, которые имеют неспецифические симптомы, например, лихорадку и снижение веса. Такие инфекции могут быть вызваны внутриклеточной Mycobacterium avium и цитомегаловирусом. Цитомегаловирус может вызывать колиты и воспаление сетчатки.
Пенициллоз, вызванный Penicillium marneffei, является третьей по частоте формой оппортунистических инфекций (после внелёгочного туберкулёза и криптококкоза), которая проявляется у ВИЧ-положительных лиц в эндемичном районе Юго-Восточной Азии.
У пациентов с диагнозом СПИД часто бывает нераспознанной инфекция парвовирусом В19. Одним из наиболее частых последствий является анемия, которую тяжело отличить от анемии, вызванной антиретровирусными лекарствами для лечения СПИДа.

## СПИД

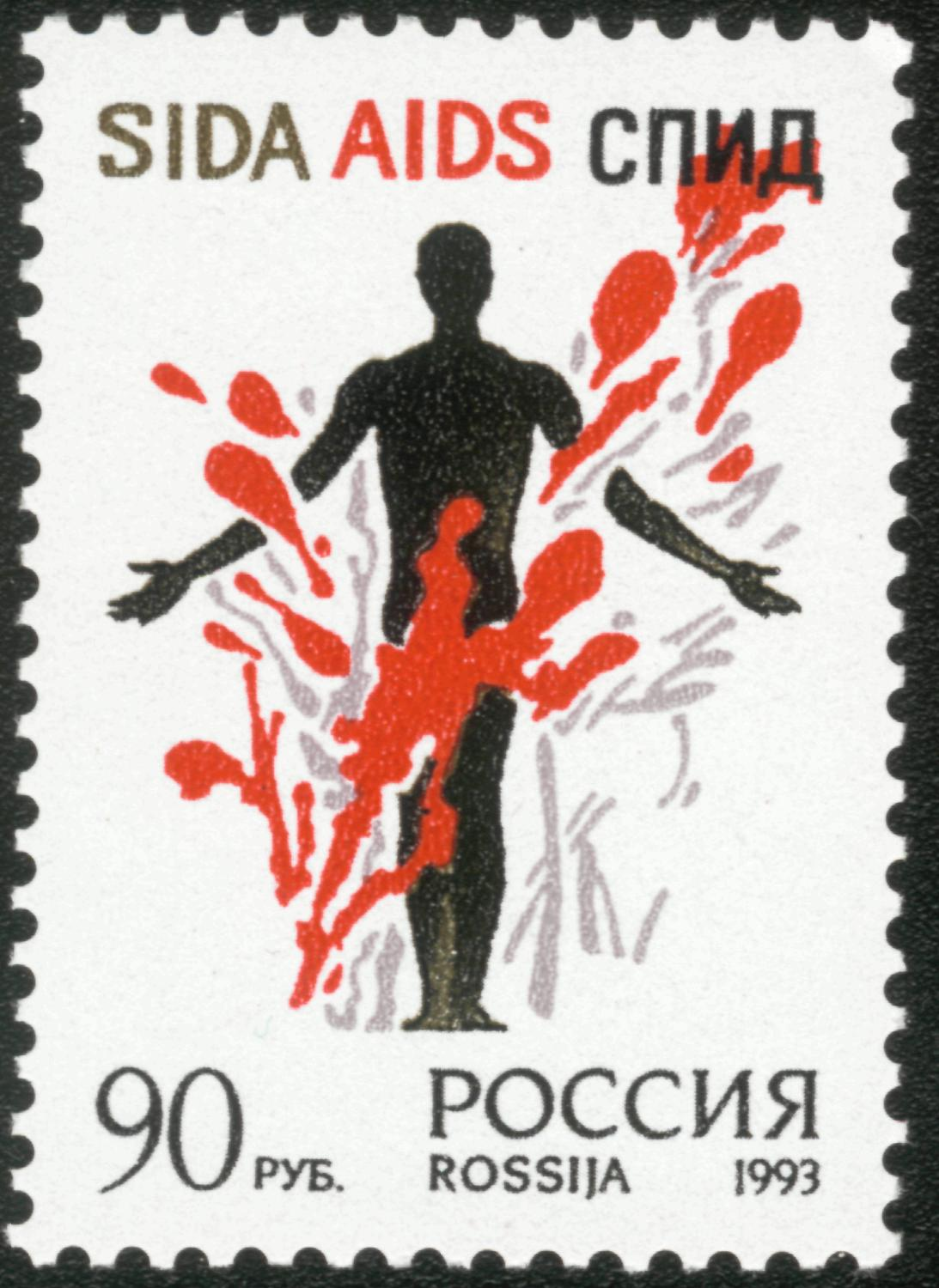
Почтовая марка России памяти жертв СПИД, 1993

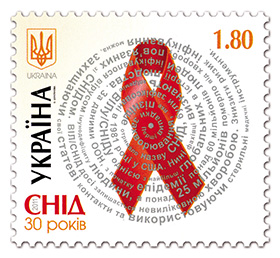
Почтовая марка Украины

Разрушение CD4+ лимфоцитов является главной причиной прогрессивного ослабления иммунной системы при ВИЧ-инфекции, которая приводит в конечном счёте к развитию синдрома приобретённого иммунодефицита.
На стадии СПИДа развиваются бактериальные, грибковые, вирусные, протозойные инфекции (оппортунистические инфекции) и неинфекционные заболевания как проявление катастрофы иммунной системы в результате падения числа CD4+ лимфоцитов ниже определённого уровня. По классификации CDC диагноз СПИД может выставляться при положительных тестах на ВИЧ и количестве CD4+ лимфоцитов ниже 200 клеток/мкл — категории А3, В3 и определённых патологических состояниях, включённых в категорию С.
Критериями перехода ВИЧ-инфекции на стадию СПИД для взрослых и подростков, согласно протоколам ВОЗ 2006 года и классификации CDC, являются:

### Бактериальные инфекции
- Лёгочный и внелёгочный туберкулёз.
- Тяжёлые бактериальные или рецидивирующие пневмонии (два или более эпизода в течение 6 месяцев).
- Инфекция, вызванная атипичными микобактериями (Mycobacterium avium), диссеминированная микобактериями.

### Грибковые инфекции
- Кандидозный эзофагит.
- Криптококкоз, внелёгочный, криптококковый менингит.
- Гистоплазмоз, внелёгочный, диссеминированный.
- Пневмоцистная пневмония, вызываемая Pneumocystis jirovecii (видовое название возбудителя Pneumocystis carinii было изменено на Pneumocystis jiroveci).
- Кокцидиоидомикоз, внелёгочный.

### Вирусные инфекции
- Инфекция вирусом простого герпеса (англ. Herpes simplex virus, HSV): хронический или персистирующий более 1 месяца, хронические язвы на коже и слизистых или бронхит, пневмонит, эзофагит.
- Цитомегаловирусная инфекция с поражением любого органа, кроме печени, селезёнки и лимфоузлов. Цитомегаловирусный ретинит.
- Инфекция вирусом герпеса человека 8 типа (англ. Kaposhi Sarkoma Herpes Virus, KSHV).
- Инфекция папилломавирусом человека (англ. Human papillomavirus, HPV), в том числе рак шейки матки.
- Прогрессирующая мультифокальная лейкоэнцефалопатия.

### Протозойные инфекции
- Токсоплазмоз.
- Криптоспоридиоз с диареей, продолжающейся более месяца.
- Микроспоридиоз.
- Изоспороз, с диареей более месяца.

### Другие заболевания
- Саркома Капоши
- Рак шейки матки, инвазивный
- Неходжкинская лимфома
- ВИЧ-энцефалопатия, ВИЧ-деменция
- ВИЧ истощающий синдром
- Вакуолярная миелопатия

| Количество CD4 | Инфекционные | Неинфекционные                                                                                               |
| -------------- | --- | --- |
| < 200 мкл−1    | Пневмоцистная пневмония Диссеминированный гистоплазмоз и кокцидиоидомикоз Милиарный, внелёгочный туберкулёз Прогрессирующая многоочаговая лейкоэнцефалопатия | Истощение Периферическая нейропатия ВИЧ-деменция Кардиомиопатия Вакуолярная миелопатия Неходжкинская лимфома |
| < 150 мкл−1    | Диссеминированная инфекция, вызванная вирусом простого герпеса Токсоплазмоз Криптококкоз Криптоспоридиоз, хронический Микроспоридиоз Кандидозный эзофагит    | |
| < 50 мкл−1     | Диссеминированная цитомегаловирусная инфекция Диссеминированная МАК-инфекция (комплексом Mycobacterium avium)                                                | Лимфома ЦНС                                                                                                  |

## Лечение
Лечение ВИЧ/СПИДа можно разделить на антиретровирусную терапию (АРВТ) и симптоматическую терапию оппортунистических инфекций. 
На терминальной стадии ВИЧ-инфекции — СПИД — лечение оппортунистических инфекций играет не меньшую роль, чем АРВТ. Одной из целей антиретровирусной терапии на стадии СПИДа является снижение оппортунистических инфекций путём повышения числа CD4-клеток.
ВИЧ-инфицированные, имеющие число CD4-клеток выше 500 на 1 мм3, не находятся в зоне риска возникновения оппортунистических инфекций. Лица с содержанием CD4 от 500 до 200 клеток в 1 мм3 крови часто подвержены кандидозу и саркоме Капоши. При падении числа CD4-лимфоцитов от 200 до 100 клеток в 1 мм3 возникают пневмоцистная пневмония, гистоплазмоз, кокцидиомикоз и прогрессирующая мультифокальная лейкоэнцефалопатия. При снижении числа клеток от 100 до 50 на 1 мм3 появляются токсоплазмоз, криптоспоридиоз, и криптококкоз, цитомегаловирусная инфекция. Из перечисленных выше оппортунистических инфекций, согласно данным французских исследователей, профилактика пневмоцистной пневмонии, токсоплазмоза и микобактериальной инфекции является более эффективной по соотношению результат/затраты, в то время как профилактика грибковой и цитомегаловирусной инфекции менее эффективна, чем другая терапия ВИЧ-инфекции, в том числе, АРВТ, и должна иметь более низкий приоритет.

### История вопроса
- В 1985 году препарат зидовудин (Retrovir, ZDV, AZT) прошёл клинические испытания для лечения ВИЧ-инфекции. Широко применяется в антиретровирусной терапии с 1987 года. Синтезирован в 1964 году для борьбы с раком[69].
- 1991—1994 годы — появились зальцитабин, диданозин и ставудин. Примерно в это же время начинают применять триметоприм/сульфаметоксазол, пентамидин, ганцикловир, фоскарнет и флуконазол, которые используются для борьбы с оппортунистическими инфекциями.
- Декабрь 1995 года — март 1996 года — появились первые ингибиторы протеазы: саквинавир, ритонавир, индинавир, применение которых привело к сокращению смертности с 38 % до 22 %[70].
- В 1996 году разработан первый ненуклеозидный ингибитор обратной транскриптазы — невирапин и ингибитор протеазы — нелфинавир.
- С 1994 по 1997 год доля больных в Европе, получающих АРВТ, возросла с 2 % до 64 %[71], а с 1994 по 1998 год заболеваемость СПИДом упала с 30,7 % до 2,5 %[72].
- В 1998 году появилось понятие липодистрофия, как осложнение терапии, в 1999 году появились сообщения, что она, возможно, обусловлена токсическим действием препаратов на митохондрии.
- В 2000 году вышли исследования Harrington и Carpenter об избирательности терапии в зависимости от числа CD4 лимфоцитов[73].
- С 2005 по 2016 год смертность от СПИДа в мире сократилась почти вдвое — с 1,9 миллиона до 1 млн человек в год[74].

### Начало терапии
Рекомендации ВОЗ для начала антиретровирусной терапии
| Клиническая стадия ВОЗ | число CD4 клеток | Рекомендации      |
| ---------------------- | ---------------- | ----------------- |
| первая                 | < 200/mm³        | Лечение           |
| первая                 | 200–350/мм³      | Рассмотреть А и В |
| вторая                 | < 200/мм³        | Лечение           |
| вторая                 | 200–350/мм³      | Рассмотреть А и В |
| третья                 | 200—350/мм³      | Лечение           |
| четвёртая              | 200—350/мм³      | Лечение           |

А — Если уровень лимфоцитов CD4 составляет около 350 клеток, начать переговоры с пациентом о необходимости начала АРТ и подготовка для её начала.
В — Если вирусная нагрузка > 100 000 копий/мл, то рекомендуется начинать АРТ при CD4 в 350/мм³.
Заключение о начале терапии должно быть принято после двух разных подсчётов CD4 в промежутке 14—28 дней друг от друга, для исключения лабораторных ошибок и других заболеваний.

### Мониторинг в условиях пандемии коронавирусного заболевания COVID-19
ЮНЭЙДС обратилась к людям, живущим с ВИЧ, быть предельно осторожными в условиях пандемии COVID-19, так как они относятся к уязвимым группам населения, поэтому они должны, по возможности, реже посещать медицинские учреждения, избегать контактов с окружающими людьми, также, если есть возможность, обязательно запастись препаратами Антиретровирусной терапии.
Для людей, живущих с ВИЧ в Великобритании, Британская ВИЧ-ассоциация (British HIV Association) в мае 2020-го опубликовала временное руководство для Великобритании о мониторинге людей с ВИЧ во время пандемии COVID-19, в котором рекомендовано более редкое посещение медицинских учреждений для мониторинговых визитов и использование комбинации фиксированных доз биктегравир/эмтрицитабин/TAF (ТН «Биктарви») в качестве предпочтительного препарата.

## Прогноз
Без лечения средний период выживаемости после инфицирования ВИЧ составляет от 9 до 11 лет и зависит от подтипа ВИЧ, а продолжительность жизни после постановки диагноза СПИД в отсутствие лечения составляет, по результатам разных исследований, от 6 до 19 месяцев. В регионах, в которых доступна АРВТ, смертность от ВИЧ-инфекции и СПИДа снижается на 85,1—99,3 % в зависимости от того, насколько своевременно диагностировано заболевание и начато лечение. Продолжительность жизни после диагностики на ранней стадии ВИЧ-инфекции составляет 20—50 лет. Если лечение начато на поздних стадиях, прогноз менее благоприятный: например, после постановки диагноза СПИД ожидаемая продолжительность жизни составляет 10—40 лет. Стоимость лечения может составлять от 385 до 619 тысяч долларов США.
Продолжительность жизни ВИЧ-инфицированных пациентов со временем может изменяться по двум причинам: постоянно разрабатываются новые лекарственные средства и методы лечения, а ВИЧ, в свою очередь, вырабатывает устойчивость к лекарствам. В отсутствие антиретровирусной терапии смерть пациента наступает в течение одного года с момента постановки диагноза СПИД. Считается, что ВИЧ-инфицированный, получающий АРВТ, может прожить несколько десятилетий без развития СПИДа. Значительное влияние на качество и продолжительность жизни оказывают побочные эффекты от приёма лекарственных препаратов. Особенности развития ВИЧ-инфекции зависят от многих факторов, в том числе: от количества CD4 лимфоцитов и числа копий вирусной РНК на момент начала лечения, возраста пациента, уровня доступной медицинской помощи, приверженности больного лечению и появления резистентных штаммов вируса.
Большинство пациентов умирают от оппортунистических инфекций или опухолей, связанных с нарушением работы иммунной системы. Клинические симптомы значительно отличаются между пациентами и зависят от многих факторов, среди которых: восприимчивость организма хозяина к инфекции, иммунный статус пациента, качество оказываемой медицинской помощи, сопутствующие инфекции, а также штамм вируса, которым инфицирован пациент.
Даже пациенты, получающие антиретровирусную терапию в течение длительного периода, могут иметь сопутствующие заболевания: нейрокогнитивные расстройства (комплексная СПИД-деменция), остеопороз, нейропатию, злокачественные опухоли, нефропатию, а также сердечно-сосудистые заболевания. Не всегда чётко понятно, являются эти сопутствующие заболевания следствием ВИЧ-инфекции, осложнений или побочными эффектами лечения.
Основной причиной смертности от СПИДа в настоящее время является сопутствующий туберкулёз. В Африке ВИЧ-инфекция является основной причиной распространения туберкулёза с 1990 года.
В следующей таблице показана зависимость ответа ВИЧ на антиретровирусную терапию от степени соблюдения пациентом режима лечения.
| Отношение числа принятых доз к числу назначенных доз | Частота, с которой вирусная нагрузка через 6 месяцев составила менее 400 копий/мл |
| ---------------------------------------------------- | --------------------------------------------------------------------------------- |
| > 95%                                                | 78%                                                                               |
| 90—95%                                               | 45%                                                                               |
| 80—90%                                               | 33%                                                                               |
| 70—80%                                               | 29%                                                                               |
| < 70%                                                | 18%                                                                               |

В исследованиях, проведённых среди больных СПИДом Нью-Йорка и умерших в 1999—2004 годах, отмечается значительное увеличение (на 33 %) причин смерти, не связанных с инфекцией и соответственно уменьшение причин смерти, связанных с ВИЧ, что может говорить о хорошей эффективности терапии. Частота смертей, не связанных с ВИЧ, за этот период составила 25 %. Более 75 % причин смерти, не связанных с ВИЧ-инфекцией, составили сердечно-сосудистые патологии, онкопатологии, злоупотребление наркотиками.
Каждый год около 70 000 детей становятся сиротами из-за потери родителей, умерших от данной патологии. Таким образом, к 2025 году сиротами СПИД станут примерно 40 миллионов детей.

## Память жертв

Красная ленточка — символ солидарности с ВИЧ-положительными и пациентами, у которых развился СПИД

- В Киеве, возле Киево-Печерской Лавры, в 2000-х годах установлен памятник жертвам СПИДа.
- В Кишинёве, в центральном парке имени Штефана чел Маре, был установлен памятник жертвам СПИДа, представляющий собой парковую скамейку из гаек и 1756 болтов — по количеству умерших от СПИДа в Молдове.
- Памятник жителям канадской провинции Квебек, умершим от СПИДа, установлен на улице Sainte-Catherine — центральной улице Gay Village города Монреаль[107].
- Тема СПИДа сыграла большую роль в американской культуре, в том числе в поэзии. Издан ряд антологий со стихотворениями на эту тему, среди их авторов как погибшие от болезни, так и поэты, пишущие о болезни своих близких и о СПИДе как общественной проблеме[108].